# Expeditionary Fighting Vehicle

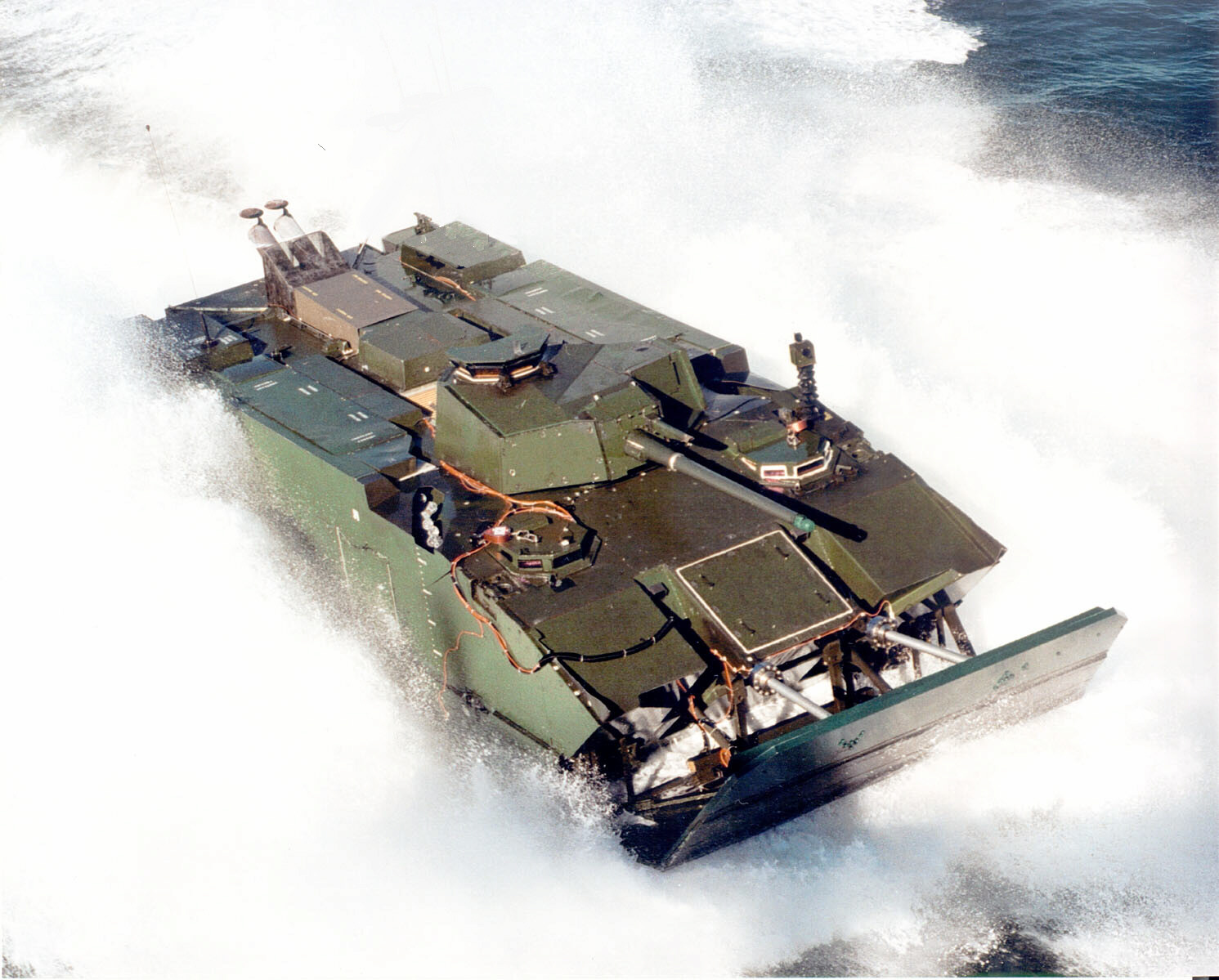
Un EFV in piena velocità.

L'Advanced Amphibious Assault Vehicle è un prototipo di veicolo militare anfibio in sviluppo dalla General Dynamic per conto dello USMC (United States Marine Corps). Rappresenta il vertice della tecnologia dei veicoli anfibi.
Il sistema è stato ufficialmente rinominato alla fine del 2003 in Expeditionary Fighting Vehicle (EFV).

## Caratteristiche
Tale mezzo è progettato per soddisfare un requisito emesso dai Marines, per sostituire il vecchio AAV7A1-P7, e costituire con i LCAC e i V-22 Osprey la spina dorsale del corpo per i prossimi anni. Il mezzo può trasportare 17 soldati, più tre di equipaggio, è corazzato in alluminio ed è attrezzato per resistere all'esplosione di mine anticarro con scudi protettivi di ceramica e kevlar, che lo proteggono anche dai proiettili delle armi leggere fino a 12,7 mm di calibro.
Mosso da un motore diesel da 2.740 cavalli della tedesca MTU Friedrichshafen, può raggiungere circa 72 km/h a terra e 20 nodi in acqua, grazie a 2 getti d'acqua ad alta potenza. Ha un sistema completo di protezione NBC e un apparato di controllo del tiro computerizzato.

## Armamento
- mitragliera da 30 mm Bushmaster II
- mitragliatrice coassiale da 7,62 mm
- Lanciagranate automatico Mk40 in torretta

## Velocità
- 20 nodi in acqua (37 km/h)
- 72 km/h su strada

## Problemi tecnici
Questo progetto è stato, e continua ad essere, caratterizzato da numerosissimi problemi, anche importanti, di carattere tecnico e di sviluppo. I costi sono aumentati notevolmente e da recenti test sono stati verificati numerosissimi (nell'ordine delle migliaia) problemi tecnici e parametri non rispettati. Il programma è stato più volte cancellato, ma il Corpo dei Marines ha spinto affinché, nonostante i costi sempre maggiori, data la sua importanza, il programma non venisse chiuso. Allo stato attuale il programma è in fase di verifica delle anomalie tecniche.
Tra i maggiori malfunzionamenti sono stati riscontrati:
- peso superiore al previsto,
- mancato raggiungimento degli obiettivi di velocità previsti in ambiente marino,
- ridotta visibilità in acqua per equipaggio e conduttore,
- eccessiva rumorosità soprattutto in acqua,
- fragilità della torretta[2]
- difetti dell'arma principale da 30 mm[3]

## Cancellazione
Il progetto è stato cancellato nell 2012 per i costi elevati e la realizzazione dell'inutilità di un tale veicolo negli scenari di guerra moderna.